# Skálholtannáll
Skálholtannáll (del nórdico antiguo: Anales de Skálholt) es uno de los anales medievales islandeses conservados en el manuscrito AM 420 A y debe su nombre al lugar donde fue encontrada una copia, Skálholt, junto a dos copias de Lögmannsannáll. El documento cubre un periodo histórico entre el año 140 y una única entrada en 1356, aunque se supone que el original abarcaba desde el nacimiento de Jesucristo, pero hoy es todavía una conjetura. La copia fue fechada hacia 1362, pero en su contenido se aprecia que, aunque es de un único autor, en el original posiblemente interactuaron dos participantes, pues las entradas entre 1349 y 1356 son más breves, y se aprecia un estilo diferente en comparación con el resto.

## Brot af Skálholtsannáll
Brot af Skálholtsannáll, que literalmente significa «fragmento de los anales de Skálholt», es un compendio de aportaciones a los anales fechados entre mediados de 1328 y 1372. Es una de las obras con más colaboraciones, al menos se han identificado diez autores diferentes, destacando el primero que cubre el periodo entre 1328 y 1362, mientras que el resto aporta su correspondiente parte entre dos y cuatro años cada uno. El fragmento se encontró en el siglo XVII y se especula que procede del norte de Islandia, probablemente del monasterio de Möðruvellir, pues las entradas sobre priores son mucho más completas que otras. Está conservado como manuscrito AM 764 4.º.